# Уйсьце (Люблінське воєводство)
Уйсьце (пол. Ujście) — село в Польщі, у гміні Янів-Любельський Янівського повіту Люблінського воєводства.
Населення — 163 особи (2011).
У 1975-1998 роках село належало до Тарнобжезького воєводства.

## Демографія
Демографічна структура станом на 31 березня 2011 року:
|          | Загалом | Допрацездатний вік | Працездатний вік | Постпрацездатний вік |
| -------- | ------- | ------------------ | ---------------- | -------------------- |
| Чоловіки | 82      | 22                 | 48               | 12                   |
| Жінки    | 81      | 17                 | 40               | 24                   |
| Разом    | 163     | 39                 | 88               | 36                   |